# Sigrid Stagl
Sigrid Stagl (* 4. Dezember 1968 in Wien) ist eine österreichische Ökonomin und Hochschullehrerin.

## Jugend und Ausbildung
Sigrid Stagl wuchs auf einem Bauernhof in Weitersfeld im Waldviertel auf. Sie studierte Betriebswirtschaft und Volkswirtschaft an der Wirtschaftsuniversität Wien (WU Wien). Sie erfuhr vom Fulbright-Gastprofessor John Gowdy, dass er plante, am Department of Economics des Rensselaer Polytechnic Institute ein Doktoratsprogramm in Ökologischer Ökonomie einzurichten. Sie vereinbarte einen kurzen Forschungsaufenthalt, aus dem eine Teilnahme am Doktoratsprogramm wurde. 1999 erlangte sie als weltweit erste Person ein Doktorat in Ökologischer Ökonomie.

## Akademisches Wirken
Von 2001 bis 2005 arbeitete sie als Dozentin der University of Leeds, von 2005 bis 2009 als wissenschaftliche Mitarbeiterin an der University of Sussex in Großbritannien. 2008 wurde sie an der WU Wien Professorin am Institut für Regional- und Umweltwirtschaft. An der WU Wien gründete sie im Jahr 2014 das Institute for Ecological Economics (EcolEcon), das sie bis 2019 leitete. Sie war auch Mitbegründerin des Forschungsinstituts Economics of Inequality, das sie von 2015 bis 2019 gemeinsam mit Wilfried Altzinger und Karin Heitzmann leitete. Seit 2020 ist sie Departmentvorständin am Department für Sozioökonomie an der WU Wien.
Über zehn Jahre war sie auch in der European Society for Ecological Economics (ESEE) tätig, von 2010 bis 2013 war sie Präsidentin der ESEE.
Ihre Forschungsschwerpunkte sind nachhaltiges Arbeiten, Ökologische Makroökonomie, integrierte Bewertungsmethoden und sozioökonomische Theorie des Handelns. Ihr empirischer Fokus liegt auf Energie und Nahrungsmittel.
Auf Vorschlag von Finanzminister Magnus Brunner wurde sie per 1. März 2023 für eine fünfjährige Funktionsperiode Mitglied des Generalrates der Oesterreichischen Nationalbank.

## Publikationen (Auswahl)
- gemeinsam mit Michael Getzner und Clive Spash: Alternatives for Environmental Valuation. Routledge, London 2004, ISBN 978-0-415-31012-3.
- gemeinsam mit Michael Common: Ecological Economics – An Introduction. Cambridge University Press, Cambridge 2005, ISBN 978-0-521-01670-4.
- gemeinsam mit Florian Stangl und Peter Kaufmann: Ökonomische Instrumente im Wasserschutz. Manz, Wien 2012, ISBN 978-3-214-09392-1.

## Auszeichnungen und Ehrungen
- 2000 Forschungspreis für Ökologische Ökonomie der Schweisfurth Stiftung
- 2001 Young Economists Award von Nationalökonomische Gesellschaft (NOeG)[6]
- 2018 Korrespondierendes Mitglied der Österreichischen Akademie der Wissenschaften
- 2024 Wissenschafterin des Jahres[7]

## Belege
1. ↑  Klimaökonomin Sigrid Stagl ist „Wissenschafterin des Jahres 2024“. In: Niederösterreichische Nachrichten. 7. Januar 2025, abgerufen am 8. Januar 2025.
2. 1 2  Sigrid Stagl. In: openscience4sustainability.at. Abgerufen am 15. Januar 2019.
3. 1 2  Researcher of the Month 2018 \ Sigrid Stagl. WU Wien, 2019, abgerufen am 15. Januar 2019.
4. 1 2  Sigrid Stagl. WU Wien, abgerufen am 15. Januar 2019.
5. ↑  Stagl und Helmenstein neu im Generalrat der Nationalbank. In: Kurier.at. 1. März 2023, abgerufen am 21. März 2023.
6. ↑  Young Economists - Vortragsunterstützung und Award. In: noeg.ac.at. Abgerufen am 7. Januar 2025.
7. ↑  Sigrid Stagl ist Wissenschaftlerin des Jahres. In: ORF.at. 7. Januar 2025, abgerufen am 7. Januar 2025.

| Personendaten    | Personendaten                                  |
| ---------------- | ---------------------------------------------- |
| NAME             | Stagl, Sigrid                                  |
| KURZBESCHREIBUNG | österreichische Ökonomin und Hochschullehrerin |
| GEBURTSDATUM     | 4. Dezember 1968                               |
| GEBURTSORT       | Wien                                           |